# What Hits!?
What Hits!? é a primeira compilação da banda californiana de funk-rock Red Hot Chili Peppers, que foi lançado em 1992.
Há uma versão em DVD que possui algumas das faixas do CD, só que em videoclipe.
| 1ª  | "Higher Ground" (Stevie Wonder)                   | Do álbum Mother's Milk                | 3:21 |
| 2º  | "Fight Like a Brave"                              | Do álbum The Uplift Mofo Party Plan   | 3:47 |
| 3ª  | "Behind the Sun"                                  | Do álbum The Uplift Mofo Party Plan   | 4:45 |
| 4ª  | "Me and My Friends"                               | Do álbum The Uplift Mofo Party Plan   | 3:05 |
| 5ª  | "Backwoods"                                       | Do álbum The Uplift Mofo Party Plan   | 3:06 |
| 6ª  | "True Men Don't Kill Coyotes"                     | Do álbum The Red Hot Chili Peppers    | 3:36 |
| 7ª  | "Fire"                                            | Do álbum Do álbum The Abbey Road E.P. | 2:03 |
| 8ª  | "Get Up and Jump"                                 | Do álbum The Red Hot Chili Peppers    | 2:50 |
| 9ª  | "Knock Me Down"                                   | Do álbum Mother's Milk                | 3:43 |
| 10ª | "Under the Bridge"                                | Do álbum Blood Sugar Sex Magik        | 4:24 |
| 11ª | "Show Me Your Soul"                               | Da banda sonora do filme Pretty Woman | 4:22 |
| 12ª | "If You Want Me to Stay" (Sly & the Family Stone) | Do álbum Freaky Styley                | 4:06 |
| 13ª | "Hollywood (Africa)"                              | Do álbum Freaky Styley                | 4:58 |
| 14ª | "Jungle Man"                                      | Do álbum Freaky Styley                | 4:04 |
| 15ª | "The Brothers Cup"                                | Do álbum Freaky Styley                | 3:24 |
| 16ª | "Taste the Pain"                                  | Do álbum Mother's Milk                | 4:34 |
| 17ª | "Catholic School Girls Rules"                     | Do álbum Freaky Styley                | 2:03 |
| 18ª | "Johnny, Kick a Hole in the Sky"                  | Do álbum Mother's Milk                | 5:10 |

Há Também uma versão do álbum em DVD, ela contém algumas músicas do CD, mas é claro, em video clipe.

## Vídeo
| 1ª  | "Behind the Sun"                       |
| --- | -------------------------------------- |
| 2º  | "Under the Bridge"                     |
| 3ª  | "Show Me Your Soul"                    |
| 4ª  | "Taste the Pain"                       |
| 5ª  | "Higher Ground"                        |
| 6ª  | "Fight Like a Brave"                   |
| 7ª  | "Jungle Man"                           |
| 8ª  | "True Men Don't Kill Coyotes"          |
| 9ª  | "Catholic School Girls Rule"           |
| 10ª | "Fire"                                 |
| 11ª | "Stone Cold Bush" (Ao Vivo)            |
| 12ª | "Special Secret Song Inside" (Ao Vivo) |
| 13ª | "Subway to Venus" (Ao Vivo)            |